# Fionas Website
Fionas Website (Originaltitel: So Weird) ist eine 65-teilige Fernsehserie, die 1999 bis 2001 auf dem US-amerikanischen Disney Channel Premiere hatte. Die Horrorkomödie wurde in Vancouver gedreht und hat eine dunklere Stimmung als andere Serien des Senders. In den ersten Staffeln geht es um den Teenager Fiona (Cara DeLizia), die ihre Mutter Molly (Mackenzie Phillips), eine Rocksängerin, auf deren Tournee begleitet und dabei auf paranormale Phänomene stößt. In der dritten und letzten Staffel gab DeLizia die Hauptrolle an Alexz Johnson als Annie Thelen ab und die Geschichten wurde heiterer. Der deutsche Disney Channel zeigte die Serie ab 1. Oktober 2000, die Free-TV-Premiere folgte am 1. September 2001 auf Super RTL.

## Erste Staffel
Die erste Staffel beginnt damit, dass Fiona mit ihrer Mutter, einer Sängerin, ihrem Bruder Jack (für sie in etwa das Gleiche wie Scully für Mulder) dem Busfahrer Ned, dessen Frau Irene und deren Sohn Clu, auf Tour ist. Was all ihre paranormalen Begegnungen verbindet, ist ihr Versuch, mit ihrem Vater Rick zu kommunizieren, der starb, als sie drei Jahre alt war. Fi „begegnet“ ihrem Vater zum ersten Mal in der zweiten Episode Blick in die Zukunft (Originaltitel Web Sight), in der ihr eine unbekannte Macht Internetartikel schickt, die sie vor der Zukunft warnen. Von Invasionen durch Außerirdische, Zeitschleifen über Geister steht Fi in 13 Episoden allen möglichen paranormalen Phänomenen gegenüber. Außerdem begegnet Fi einer mächtigen Tulpa, einem Bigfoot, Engeln und, natürlich, einem Kobold. Im Staffelfinale ist Jack von einem Kobold namens Spunkie besessen. Fi kommt hinter den wahren Namen des Kobolds – Bricriu – und rettet so ihren Bruder. Bricriu hatte auch angeboten, Fi zu beschützen, was Fi jedoch für unglaubwürdig hält.

## Zweite Staffel
Die zweite Staffel ist düsterer und umfasst über 26 Episoden. Sie beginnt damit, dass Molly ihre Tour unterbricht, um ein Album aufzunehmen. Fi und ihre Freundin Candy begegnen einem Medium, bei dem es sich erwiesenermaßen um einen Betrüger handelt. Jedoch ist derjenige, der den Schwindel aufdeckt, tatsächlich selbst ein Medium, das Fi durch Musik auf seiner alten Gitarre hilft, mit ihrem Vater zu kommunizieren. Die Episode endet in einer emotionalen Szene zwischen Molly und Fi, in der herauskommt, wie Molly Fis Suche nach ihrem Vater empfindet. Clu tritt während dieser Staffel in den Hintergrund, da er aufs College geht. Sein Bruder Carry wird in die Serie eingeführt, um die Lücke zu füllen. In dieser Staffel tauchen viele klassische Ungeheuer wie z. B. Vampire, Werwölfe, Banshees, Trolle, Sirenen und Meervolk auf. In einer Schlüsselepisode verrät Molly Fi, dass ihr Vater dieselben übernatürlichen Phänomene wie sie erforscht hat. Genau das hat ihn getötet. Fi ist verärgert über die Entscheidung ihrer Mutter, die Wahrheit über ihren Vater vor ihr zu verbergen. Molly ist schließlich von demselben Kobold besessen wie Jack in der ersten Staffel, als sie enthüllt, dass Kobolde oder andere dunkle Mächte, wenn auch nicht notwendigerweise Bricriu selbst, möglicherweise ihren Vater getötet haben, was zu jenem Autounfall führte, der ihm nach Ansicht der Polizei das Leben kostete. In dieser Episode benutzt Bricriu Molly, um einen Feuerwehrmann zu töten, der bei Ricks Autounfall anwesend und sich darüber im Klaren war, dass Rick schon vor dem Unfall ohne ersichtlichen Grund verstorben war. Nach dieser Episode hat Fi weiterhin Kontakt zu ihrem Vater, als die Antwort auf die Frage eines Trolls – Faith – im letzten Moment herauskommt. Die Staffel endet damit, dass Fiona entdeckt, dass die Zwillingsschwester ihres Vaters im Schlaf Botschaften von ihm erhält. Die Botschaften führen Fi auf ein Dach, wo sie von einem Dämon angegriffen und vom Geist ihres Vaters gerettet wird. Er hinterlässt ihr eine Nachricht, dass die Geisterwelt sauer ist über das, was sie tut, und versucht sie aufzuhalten. Endlich kann Fi ihrem Vater richtig Lebewohl sagen, wie sie es immer gewollt hatte.

## Dritte Staffel
Nachdem die Serie in der zweiten Staffel eine Wandlung ins Düstere und Komplexe durchgemacht hatte, sah man sich nun gezwungen in den letzten Episoden wieder in eine leichtere Richtung einzuschlagen. Der ursprüngliche Plot für die dritte Staffel war von den Produzenten Ali Marie Matheson und Jon Cooksey erarbeitet worden, die u. a. die Idee hatten, dass Fi von Bricriu besessen ist und Mollys Bruder, ein Priester, sie retten sollte oder dass Mollys Alkoholismus thematisiert werden sollte. Außerdem sollte Fi am Ende der Serie in die Hölle gehen, um ihren Vater zu retten, und natürlich sollte noch mehr über Rick herauskommen. Wäre es gelaufen wie geplant, wäre Rick am Ende der zweiten Staffel vom Dach gestoßen worden, was Fi gezwungen hätte weiterzusuchen. Disney war hiermit jedoch nicht einverstanden, da man befürchtete, dies sei zu düster. Danach verließen Matheson und Cooksey sowie DeLizia die Serie. Cara DeLizia verließ sie nach der ersten Episode, in der Annie Thelen, eine Freundin der Familie, eingeführt wurde.
Fi hat noch eine weitere Begegnung mit Bricriu, die damit endet, dass er sie überzeugt, ihre angeborene Anziehungskraft für das Paranormale aufzugeben, um ihre Familie zu schützen. Fi, aus welchem Grund auch immer nicht in der Lage zu sehen, dass Bricriu in ihrem besten Interesse handelt, sperrt ihn in eine Diskette. Die Anziehungskraft, die in einem Ring manifestiert ist, den ihr Vater gegeben hatte, gibt Fi an Annie weiter, als sie zu ihrer Tante zieht. Molly zieht mit der Familie in ein neues hellfarbenes Haus.
Der Handlungsbogen in Annies Geschichte ist das Geheimnis hinter einem Geist, der ihr in Form eines Panthers folgt. Ihre Rolle ist zudem auch musikalisch, sodass sie in den Episoden öfter singt als die ältere Mackenzie Phillips. Die Geschichten in dieser Staffel entfernen sich weit von denen der vorherigen Episoden mit solchen Plots wie der Gefangenschaft in einem Gemälde (was direkt nach einer Episode folgte, in der Leute in Fotos gefangen waren) oder einer endlosen Nachsitzstunde. Fi taucht in dieser Staffel nie wieder auf, noch nicht einmal in der letzten Episode, die eine Clip Show aus Episoden, größtenteils der dritten Staffel, darstellt.

## Musik
In der Serie sangen sowohl Mackenzie Phillips als auch Alexz Johnson eigene Lieder. Die Lieder von Mackenzie Phillips umfassten das Titellied In the Darkness sowie die Lieder Another World, Rebecca und Love is broken. Jedes dieser Lieder bezog sich für gewöhnlich auch inhaltlich/textlich auf das Thema der Episode, in der sie vorkamen. So kam das Lied Rebecca z. B.in der gleichnamigen Episode vor, in der es um Mollys gleichnamige frühere beste Freundin ging, die mit 13 Jahren verschwand. Eine Zusammenstellung aus Mollys Liedern fand sich in der Episode Das Ende einer Tournee (Originaltitel Encore).
Das Lied Last Night Blues war das einzige, was Cara DeLizia während ihrer Zeit bei der Serie je singen musste. Das Lied wurde von einem toten Bluesmusiker auf übernatürlichem Wege zu den Charakteren transferiert.
In der dritten Staffel wurde hauptsächlich die Musik von Alexz Johnson verwendet. Eines von Johnsons Originalliedern, Dream About You, kam in der Episode Das Spiegelkabinett (Originaltitel Carnival) vor. Gegen Ende der Produktion wurde auch ein Musikvideo von Alexz Johnsons Shadows auf dem Disney Channel gezeigt.